# Gynoplistia bucera
Gynoplistia bucera là một loài ruồi trong họ Limoniidae. Chúng phân bố ở miền Australasia.